# Barbarroja (Alicante)
Barbarroja es una pedanía del término municipal de Orihuela, capital de la comarca de la Vega Baja del Segura. Cuenta con una población de 107 habitantes (2011), a 31 km de la cabecera municipal, a 3 km de Hondón de los Frailes (Medio Vinalopó), al este; está cerca de la frontera con la Región de Murcia, en un trozo de territorio oriolano separado geográficamente de Orihuela entre la sierra de Crevillente y la del Algaiat pero unida al campo de La Murada y comprendida entre el municipio murciano de Abanilla y los de la Algueña, La Romana, Hondón de las Nieves y el Hondón de los Frailes. Es la única pedanía de Orihuela en la que se habla valenciano.
Su carácter geográfico, enclavado en los Valles del Vinalopó, hace que una de las lenguas de esta pedanía sea el valenciano. La carretera CV-845 de Hondón de los Frailes a Macisvenda (Abanilla) separa el pueblo en dos partes, las casas que quedan al sur, reciben popularmente el nombre de las Casas de Palomares.